# Sansevieria zeylanica
Dracaena zeylanica (Sansevieria zeylanica) es una especie de Dracaena Sansevieria  perteneciente a la familia de las asparagáceas, originaria de  África y Asia.
Ahora se la ha incluido en el gen de Dracaena debido a los estudios moleculares de su filogenia.

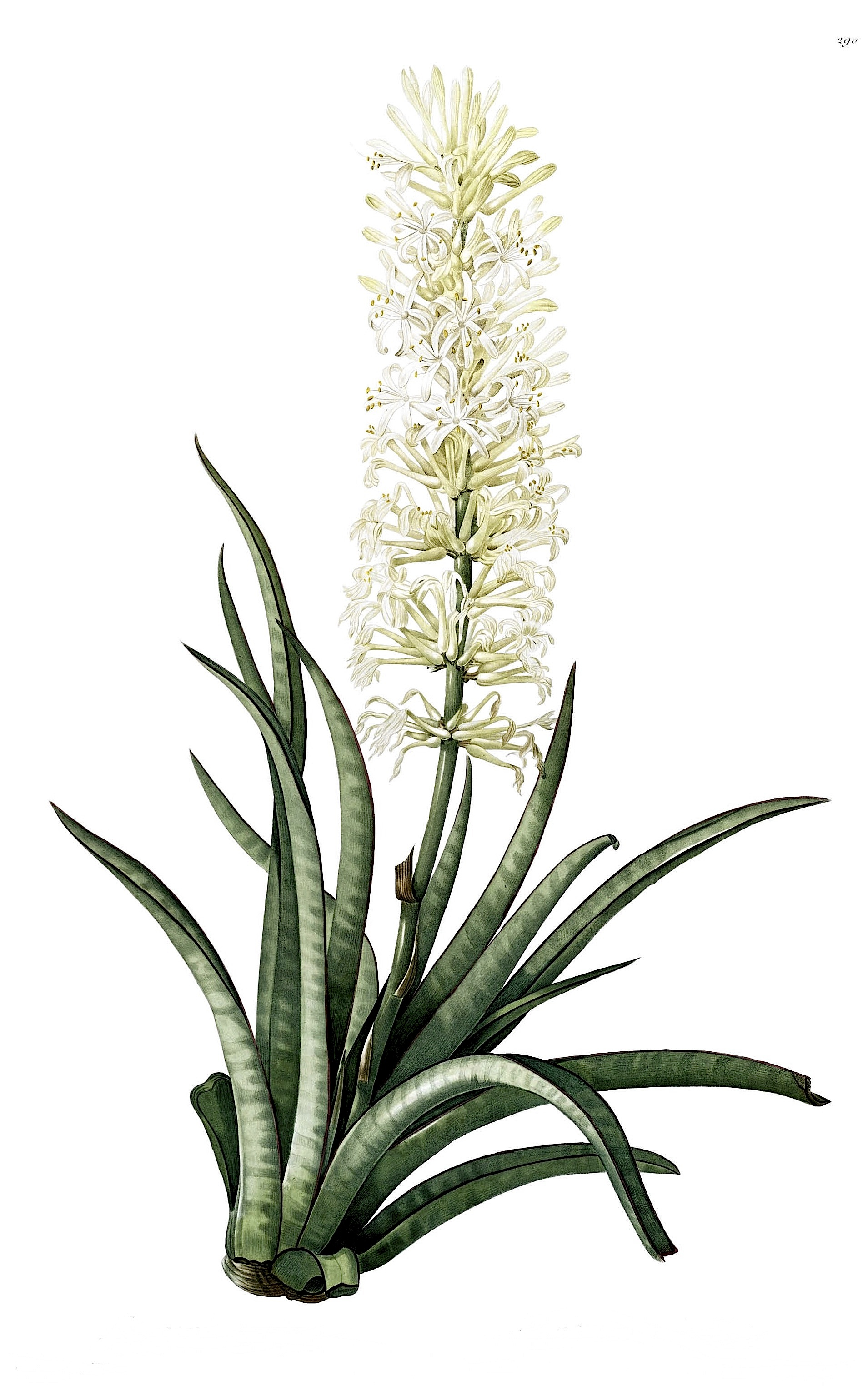
Ilustración

## Descripción
Es una planta herbácea geófita 	con  8-15 hojas en un clúster, semiteretes, de hasta 30 cm  de largo,  redondeadas en el envés, profundamente canalizadas por el haz, marginado con una clara línea roja; Las inflorescencias en un racimo denso.

## Distribución
Se distribuye por África tropical y Asia en India y Sri Lanka.

## Taxonomía
Sansevieria zeylanica fue descrita por (Linneo) Willd. y publicado en Species Plantarum. Editio quarta 2: 159, en el año 1799.
Etimología
Sansevieria nombre genérico que debería ser "Sanseverinia" puesto que su descubridor, Vincenzo Petanga, de Nápoles, pretendía dárselo en conmemoración a Pietro Antonio Sanseverino, duque de Chiaromonte y fundador de un jardín de plantas exóticas en el sur de Italia. Sin embargo, el botánico sueco Thunberg que fue quien lo describió, lo denominó Sansevieria, en honor del militar, inventor y erudito napolitano Raimondo di Sangro (1710-1771), séptimo príncipe de Sansevero.
zeylanica: epíteto geográfico que alude a su localización en Ceilan.
Sinonimia
- Acyntha zeylanica (L.) Kuntze
- Aloe hyacinthoides var. zeylanica L.
- Aloe zeylanica (L.) Jacq.
- Cordyline zeylanica (L.) Britton
- Sansevieria indica Herter[10]